# Pascal Maier (giocatore di football americano tedesco)
Pascal Maier (Monaco di Baviera, 20 febbraio 1985) è un ex giocatore di football americano e allenatore di football americano tedesco che ha giocato come wide receiver.

## Palmarès
- 1 Europeo (2010)
- 2 Eurobowl (Tirol Raiders, 2011; Calanda Broncos, 2012)
- 1 German Bowl (New Yorker Lions, 2013)
- 1 Austrian Bowl (Tirol Raiders, 2011)
- 1 Swiss Bowl (Calanda Broncos, 2012)